# 리베카 퍼거슨
리베카 캐럴라인 퍼거슨(영어: Rebecca Caroline Ferguson, 1986년 7월 21일 ~ )은 잉글랜드의 싱어송라이터이다.